# カミロ・ジッテ
カミロ・ジッテ（Camillo Sitte, 1843年4月17日 - 1903年11月16日）は、オーストリアの建築家・画家・都市計画家・都市計画学者。
効率性を重視し技術主義に偏した都市計画に異議を唱え、経済開発対象の都市建設に対して文化や芸術の場としての都市空間を強調、芸術都市復権の意義を唱えた。

## 経歴
1843年、ウィーンのラントシュトラーセ地区に生まれる。父親はウィーンで学んだ後ミュンヘンにわたり、教会建築の第一人者となった建築家フランツ・ジッテ。息子カミロは一人息子で、1860年から1873年ごろまで家業の手伝いをしながら建築を学ぶ。
1863年、ギムナジュウム修了。その後1868年までは、ウィーン・ポリテクニークで学び、後ウィーン大学に入学し学業を続ける。考古学と美術史を専攻する傍ら、当時のウィーン環状道路都市計画を担当するルドルフ・フォン・アイテルベルガー教授の下で演習を実施、都市計画に関心をもつ。その後はイタリアとドイツを巡礼し、ルネサンス美術に触れる。1875年に結婚し、同年にザルツブルクに設立された国立工芸学校に校長として招かれ、1883年まで務める。この間多くの設計競技審査員をも務める。1877年、ザルツブルクで雑誌を刊行。
1889年、40年前の手工業者のように中世期の方法への復帰のうちに救済策が見出されるべきと提案を行い、中世都市の有機的な波長の中に現代都市を人間化していく方法を模索した。北欧から南欧までの都市について、ローマ時代のものからゴシック、ルネサンス、バロックの各時代ごとの都市に対し綿密な分析を行い、これらの都市の外部空間の組織化に対し広場や街路への流出現象や広場や教会、市庁舎の関係、都市的組織体の要素の調和を見出し、19世紀の典型的な都市の単調さと芸術的無気力さの克服を目的に力を注ぐ。画一的な幾何学主義を批判し、空間形成において不規則性を尊重することを原則とし、都市の自然的な要素が視覚的印象を与え、絵画的な都市像を生みだすよう唱え都市計画観念を転換させた画期的な著書や講演語録は世界各国で翻訳され大きな反響を呼ぶに至る。
また、既存の道路線形や河川の流路を生かした都市景観を重視した多くの都市で実際に計画案策定にかかわり、代表的なものとして、現在のチェコボヘミア地方の各都市やモラヴィア州・メーレン地方などの中小都市の都市拡張計画案がある。1894年には、当時のチェコ国から北モラヴィア・オルムツ都市拡張広域計画策定を委託する。撤去後の城壁跡地に旧市街地を取り巻くように多様な形式の住宅群と公共施設を配備し、150mもの幅の緑地帯で新旧市街と工業地域を分離するなどの様々な取り組みは、後にオルムツシステムと呼ばれた。1903年には、広場と教取り囲む教会などの建築群を印象的に演出配置し、並木路や公園などの一連の都市空間構成要素を組み合わせ、絵画的な景観を生み出すよう設計した現在のポーランド北部バスク州の都市マリエンベルクの建設計画を作製する。
1903年、テオドール・ゲッケと共同で、ドイツ語圏初の月刊都市計画専門誌『Der Stadtebau』を創刊準備するが、同年永眠。

## 著書
- City Planning According to Artistic Principles, 1889　(邦題『広場の造形』大石敏雄訳　<SD選書175>)
- The Birth of Modern City Planning. Dover Publications, 2006
- Gesamtausgabe. Schriften und Projekte. Hrsg. v. Klaus Semsroth, Michael Mönninger und Christine Crasemann-Collins. 6 Bände. Böhlau, Wien 2003–2007